# Kyriakos Chailīs
Kyriakos Chailīs (in greco: Κυριάκος Χαιλής; Famagosta, 23 febbraio 1978) è un ex calciatore cipriota, di ruolo attaccante.

## Carriera

### Club
Ha giocato nella massima serie cipriota con varie squadre.

### Nazionale
Nel 2007 ha giocato la sua unica partita con la nazionale cipriota.